# モラトゥワ大学
モラトゥワ大学 （シンハラ語: මොරටුව විශ්වවිද්‍යාලය、タミル語: மொறட்டுவைப் பல்கலைக்கழகம்  、英語: University of Moratuwa）は、スリランカのモラトゥワ市のBolgoda湖に近いKatubeddaにある大学である。
1972年に創設され、教職員500人、学部生4,000人、大学院生 500人。大学のモットー「Vidyaiwa Sarwadhanam」は、サンスクリット語で「知恵は、全ての富である」である。 
モラトゥワ大学はスリランカの技術大学の1つである。さまざまな社会的で文化的な活動、学生サービス、クラブ、組織およびスポーツを提供している。大学のスタッフは、多数の優秀な専門家を育成し、多くのコミュニティに貢献するために必要な知恵と知識を学生に浸透させるように努力している。 最新の科学技術の進歩に沿って、建築学部は学生が想像的な設計に集中できるようサポートし、工学部は様々な分野の技術的なコースを提供している。 

## 組織

### 学部
- 工学部（Engineering）[4]
  - 工学科（the Science of Engineering）
    - 土木学専攻（Civil Engineering）
    - コンピューター工学専攻（Computer Science & Engineering）
    - 地球資源設計学専攻（Earth Resources Engineering）
    - 電気工学専攻（Electrical Engineering）
    - 電子・電気通信工学専攻（Electronic & Telecommunication Engineering）
    - 資源工学専攻（Resource Engineering）
    - 織物・衣類技術学専攻（Engineering in textile and clothing Technology）
    - 材料工学専攻（Material Science & Engineering）
    - 機械工学専攻（Mechanical Engineering）
    - 織物・衣類工学専攻（Textile & Clothing Engineering）

  - ファッションデザイン・商品開発学科（Design in Fashion Design & Product Development）
  - 輸送・ロジスティクス学科（Science in Transport & Logistics Management）
- 建築学部（Architecture）
  - 建築学科（Architecture）
  - 景観設計学科（Landscape Architecture）
  - デザイン学科（Design）
  - 都市・国土計画学科（Science in Town & Country Planning）
  - 積算学科（Quantity Surveying）
  - ファシリティマネジメント学科（Science in Facility Management）
- 情報技術学部（Information Technology）
  - 情報技術、計算機数学、学際的研究
- ビジネス学部（Business）
  - ビジネス学科

### 研究所
- 技術研究所（ITUM : Institute of Technology University of Moratuwa）

### その他のセクション
- その他のセクション
  - 物理部、英語教育センター、計算サービスセンター、産業訓練部
  - 工学研究科研究部、工学部研究部、技術研究部
  - 産業オートメーション研究所 (IARC)

## 大学の役員等
- 学長: Roland Silva 博士
- 副学長: Ananda Jayawardane 教授[1]
- 建築学部長: Chitra Weddikkara 教授
- 情報技術学部長: A.P. Madurapperuma 博士
- 記録係: D C de Silva
- 司書: R C Kodikara
- 出納係: M D L De Silva